# Atletik under sommer-OL 2016 - 4×100 meter stafetløb (damer)
Kvindernes 4×100 meter stafet ved sommer-OL 2016 i Rio de Janeiro blev afholdt den 18. og 19. august 2016 på Estádio Olímpico João Havelange.

## Turneringsformat
Der er kvalificeret 16 hold til konkurrencen, der bliver afviklet med 2 indledende heats og finalen. Efter de indledende heats går de tre bedste fra hvert heat og de to bedste tider direkte til finalen, hvor medaljerne bliver fordelt.

## Resultater

### Indledende heats
Kvalificeringskrav: De tre første i hvert heat (Q) plus de to hurtigste ellers (q) kvalificerede sig til finalen.

#### Heat 1
| Placering | Bane | Nation         | Udøvere                                                                         | Tid   | Kommentarer |
| --------- | ---- | -------------- | ------------------------------------------------------------------------------- | ----- | ----------- |
| 1         | 5    | Jamaica        | Simone Facey, Sashalee Forbes, Veronica Campbell-Brown, Shelly-Ann Fraser-Pryce | 41,79 | Q, SB       |
| 2         | 7    | Storbritannien | Asha Philip, Desiree Henry, Dina Asher-Smith, Daryll Neita                      | 41,93 | Q           |
| 3         | 1    | Ukraine        | Olesya Povkh, Natalia Pohrebniak, Mariya Ryemyen, Yelyzaveta Bryzgina           | 42,49 | Q, SB       |
| 4         | 4    | Canada         | Farah Jacques, Crystal Emmanuel, Phylicia George, Khamica Bingham               | 42,70 | q, SB       |
| 4         | 6    | Kina           | Qiqi Yuan, Yongli Wei, Manqi Ge, Xiaojin Liang                                  | 42,70 |             |
| 6         | 3    | Holland        | Jamile Samuel, Dafne Schippers, Tessa van Schagen, Naomi Sedney                 | 42,88 |             |
| 7         | 8    | Polen          | Ewa Swoboda, Marika Popowicz-Drapala, Klaudia Konopko, Anna Kielbasinska        | 43,33 |             |
| 8         | 2    | Ghana          | Flings Owusu-Agyapong, Gemma Acheampong, Beatrice Gyaman, Janet Amponsah        | 43,37 |             |

#### Heat 2
| Placering | Bane | Nation             | Udøvere                                                                    | Tid   | Kommentarer                  |
| --------- | ---- | ------------------ | -------------------------------------------------------------------------- | ----- | ---------------------------- |
| 1         | 7    | Tyskland           | Tatjana Pinto, Lisa Mayer, Gina Lückenkemper, Rebekka Haase                | 42,18 | Q                            |
| 2         | 8    | Nigeria            | Gloria Asumnu, Blessing Okagbare, Jennifer Madu, Agnes Osazuwa             | 42,55 | Q, SB                        |
| 3         | 1    | Trinidad og Tobago | Semoy Hackett, Michelle-Lee Ahye, Kelly-Ann Baptiste, Khalifa St. Fort     | 42,62 | Q, SB                        |
| 4         | 4    | Frankrig           | Floriane Gnafoua, Céline Distel-Bonnet, Jennifer Galais, Stella Akakpo     | 43,07 |                              |
| 5         | 5    | Schweiz            | Ajla Del Ponte, Sarah Atcho, Ellen Sprunger, Salomé Kora                   | 43,12 |                              |
|           | 6    | Kasakhstan         | Rima Kashafutdinova, Viktoriya Zyabkina, Yuliya Rakhmanova, Olga Safronova | DQ    | Krysset banelinjen, R 163.3a |
|           | 3    | Brasilien          | Bruna Farias, Franciela Krasucki, Kauiza Venancio, Rosangela Santos        | DQ    | Obstruksjon, R 163.2b        |
|           | 2    | USA                | Tianna Bartoletta, Allyson Felix, English Gardner, Morolake Akinosun       |       |                              |

#### Specialheat 3
| Placering | Bane | Nation | Udøvere                                                              | Tid   | Kommentarer |
| --------- | ---- | ------ | -------------------------------------------------------------------- | ----- | ----------- |
| 1         | 2    | USA    | Tianna Bartoletta, Allyson Felix, English Gardner, Morolake Akinosun | 41,77 | Q           |

### Finale
Finalen blev afholdt kl. 22.15
| Placering | Bane | Nation             | Udøvere                                                                                | Tid   | Kommentarer |
| --------- | ---- | ------------------ | -------------------------------------------------------------------------------------- | ----- | ----------- |
| Guld      | 1    | USA                | Tianna Bartoletta, Allyson Felix, English Gardner, Tori Bowie                          | 41,01 | SB          |
| Sølv      | 6    | Jamaica            | Christania Williams, Elaine Thompson, Veronica Campbell-Brown, Shelly-Ann Fraser-Pryce | 41,36 | SB          |
| Bronze    | 5    | Storbritannien     | Asha Philip, Desiree Henry, Dina Asher-Smith, Daryll Neita                             | 41,77 | NR          |
| 4         | 4    | Tyskland           | Tatjana Pinto, Lisa Mayer, Gina Lückenkemper, Rebekka Haase                            | 42.10 |             |
| 5         | 7    | Trinidad og Tobago | Semoy Hackett, Michelle-Lee Ahye, Kelly-Ann Baptiste, Khalifa St. Fort                 | 42.12 | SB          |
| 6         | 8    | Ukraine            | Olesya Povkh, Natalia Pohrebniak, Mariya Ryemyen, Yelyzaveta Bryzgina                  | 42.36 | SB          |
| 7         | 2    | Canada             | Farah Jacques, Crystal Emmanuel, Phylicia George, Khamica Bingham                      | 43.15 |             |
| 8         | 3    | Nigeria            | Gloria Asumnu, Blessing Okagbare, Jennifer Madu, Agnes Osazuwa                         | 43.21 |             |